# CWISEP J193518.59−154620.3
Désignations
CWISEP J193518.59−154620.3 est une naine brune extrêmement froide, d'une température entre 270 et 360 kelvins (soit entre −3 et 87 °C), et située à environ 14,4 pc (∼47 al) du Soleil.